# جابية (إسبانيا)
جابية (بالإسبانية: Jávea)‏ هي بلدية تقع في مقاطعة لقنت. جنوب شرق إسبانيا. يبلغ عدد سكانها 29,279 نسمة.

## معرض صور

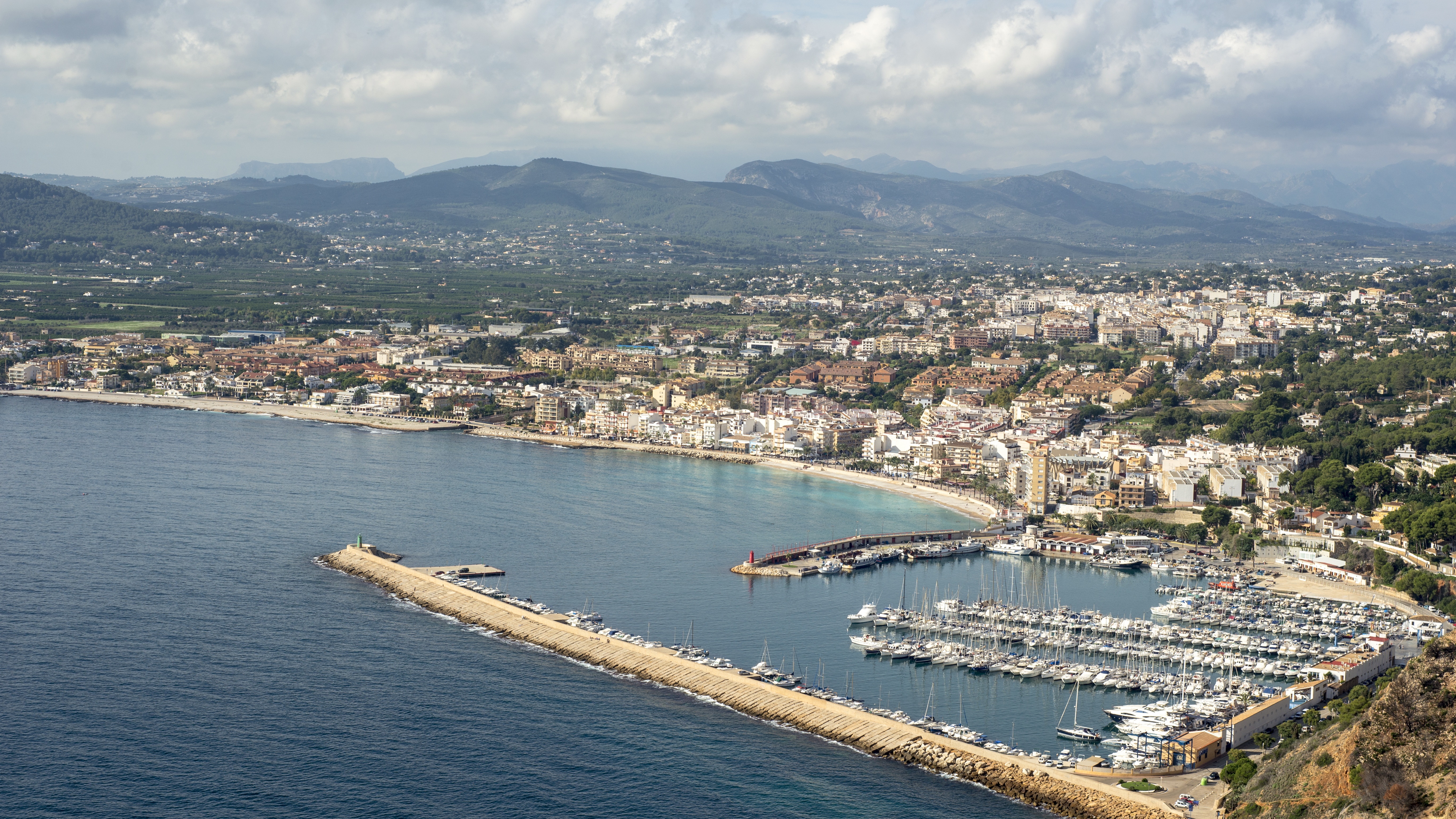
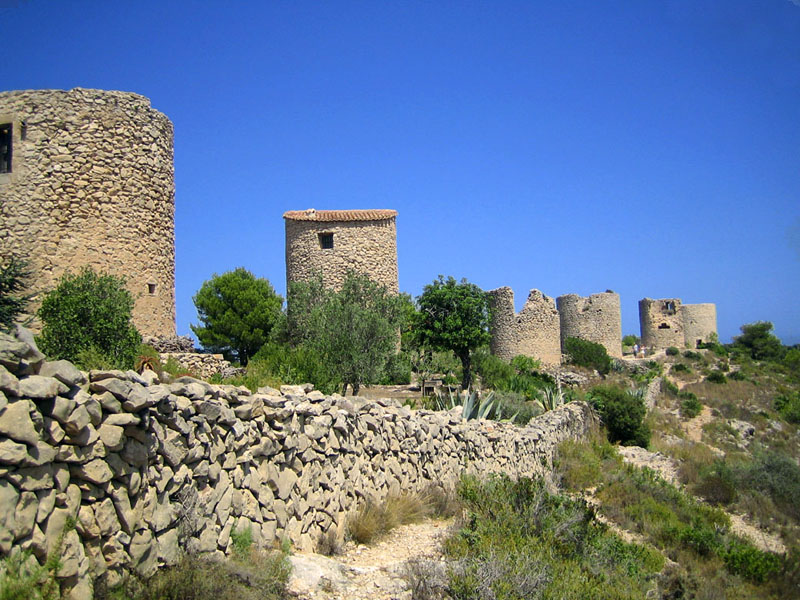
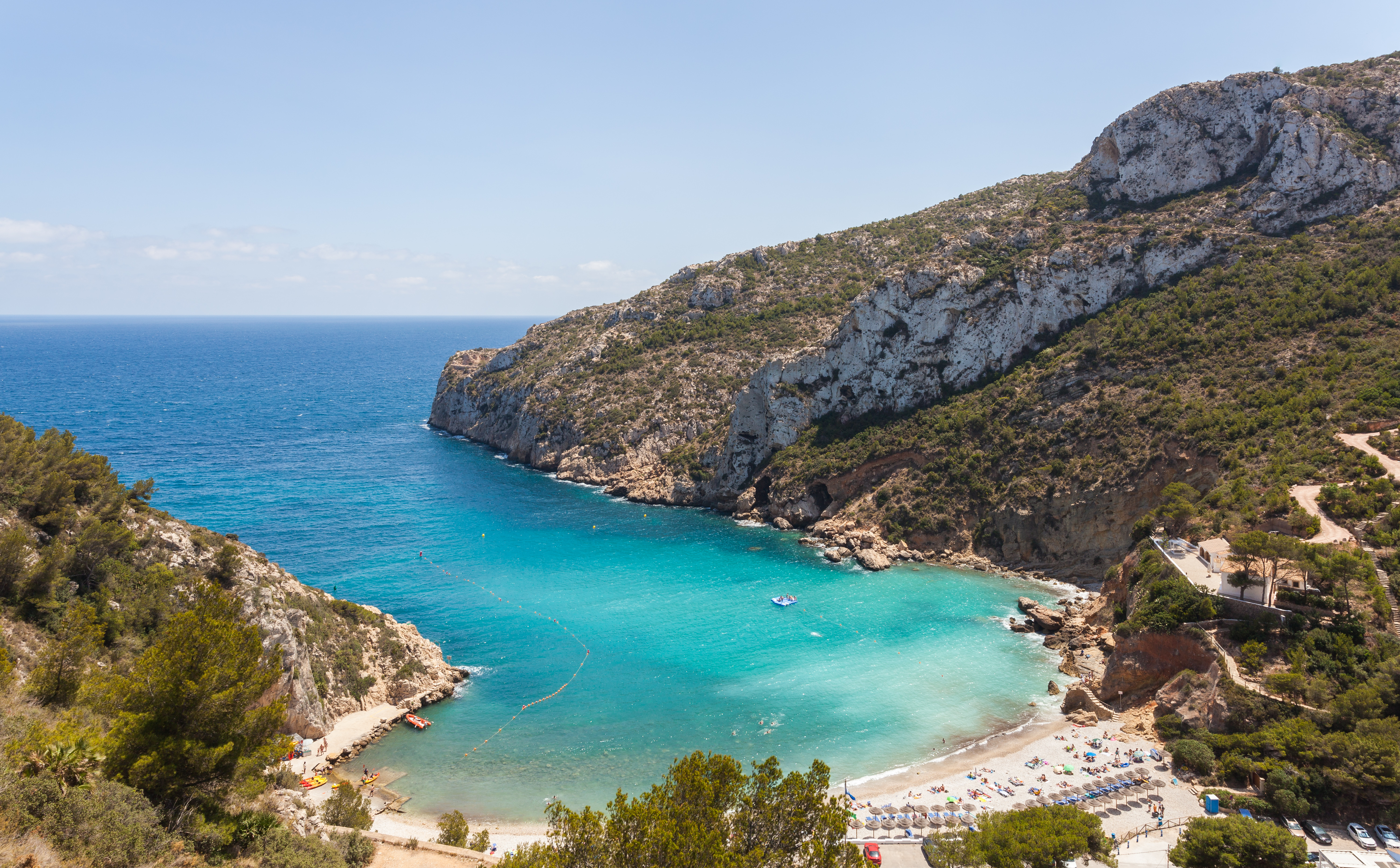

## أعلام
- شافي توريس
- سيرجيو هرنانديز
- أنطونيو مولينا
- توماس موراتو
- دافيد فيرير

## وصلات خارجية
- (بالإسبانية)